# 헤테로픽시스속
헤테로픽시스속(heteropyxis屬, 학명: Heteropyxis 헤테로픽시스[*])은 프실록실론아과의 단형 족인 헤테로픽시스족(heteropyxis族, 학명: Heteropyxideae 헤테로픽시데아이[*])에 속하는 유일한 속이다. 작은 상록수 3종을 포함하고 있다. 이전에는 헤테로픽시스과(Heteropyxidaceae)로 분류했지만, 현재는 도금양과의 기저 속으로 분류한다. 헤테로픽시스속의 종은 아프리카 남부 지역에 자생한다.
흔히 라벤더나무로 불리는 H. natalensis는 짐바브웨부터 남아프리카공화국의 림포포 주와 음푸말랑가 주, 콰줄루나탈 주까지 지역에 분포한다. 이 나무는 곧고 홀쭉하며, 키가 5-7 미터까지 자라고, 숲 가장자리와 바위의 노두, 산허리, 흰개미 언덕 등에서 발견된다. 원추(圓錐) 꽃차례로 12월에서 3월까지, 크림색에서 연노랑 색깔의 향기가 나는 꽃이 핀다.
대부분의 분류 체계는 헤테로픽시스속을 도금양과로 분류한다. 최근의 발생학적, DNA 분석 기법에 의하면, 헤테로픽시스속과 프실록실론과의 유일속인 프실록실론속은 도금양과의 자매군 분류지만 오래전에 도금양과의 공통 선조에서 갈라졌다.

## 하위 분류
- H. canescens Oliv.
- H. dehniae Suess.
- H. natalensis Harv.